# Reglerfel
Reglerfel är ett begrepp inom reglerteknik som beskriver skillnaden mellan det börvärde systemet skall hålla och det ärvärde systemet de facto håller. 
Reglerfelet definieras som {\displaystyle e(t)=r(t)-y(t)}